# Peace and Friendship Stadium
Het Stadio Eirinis kai Philias of Peace and Friendship Stadium, algemeen bekend onder het acroniem SEF, is een multifunctionele overdekte arena in Piraeus, in de kustzone van Attica, Griekenland. De arena staat vooral bekend als de thuisbasis van EuroLeague-team Olympiacos, en is de centrale locatie van het Faliro Coastal Zone Olympic Complex. Het gebouw opende in 1985.
Het arenacomplex bevat ook een amfitheater met 942 zitplaatsen, een krachttrainingsruimte, een volledige oefenfaciliteit, drie extra velden die de Olympiacos-jeugdclubs huisvesten, en het Olympiacos-teamkantoor.

## Geschiedenis

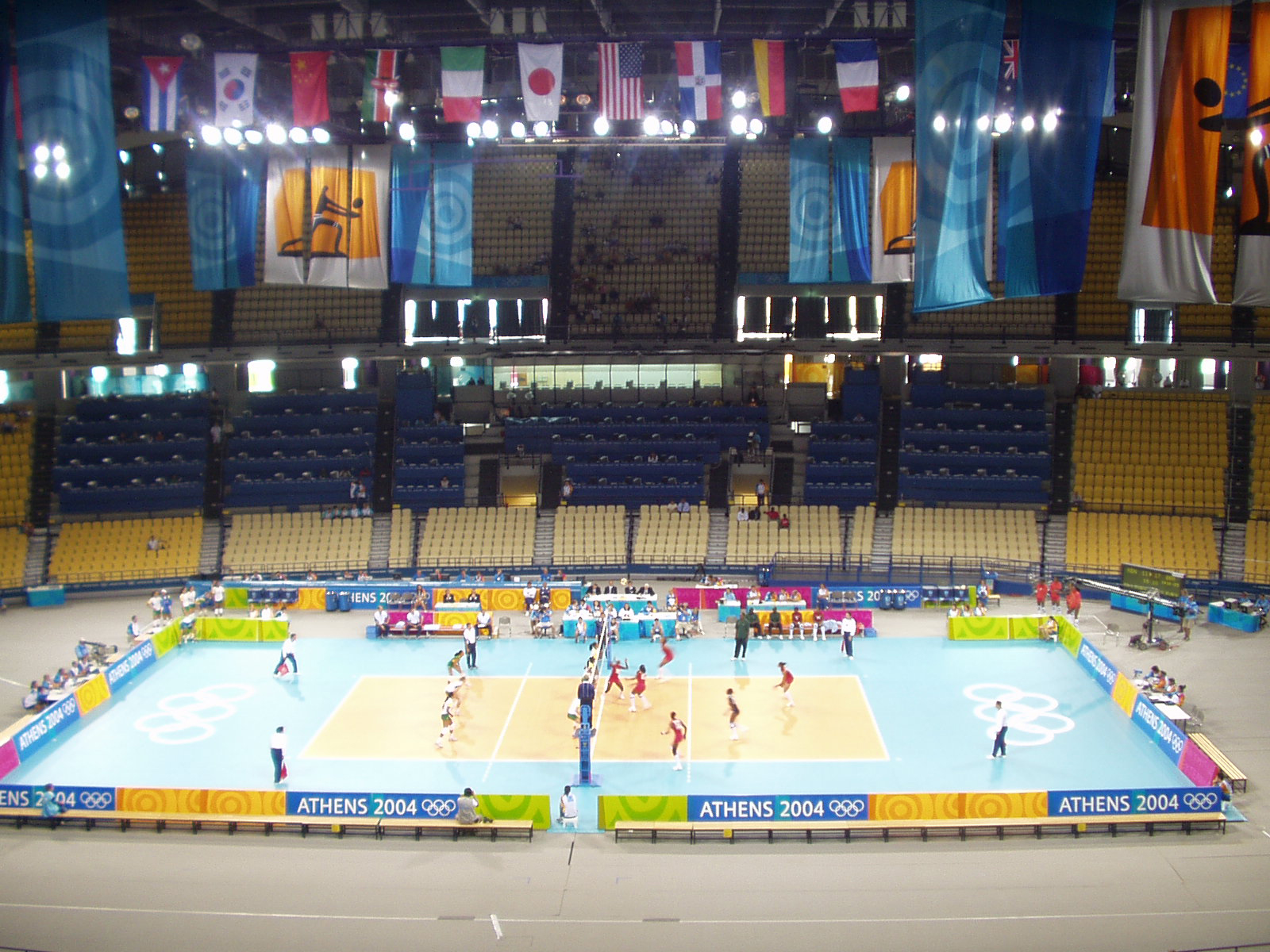
De arena tijdens het volleybaltoernooi van de Olympische Zomerspelen 2004 in Athene.

Het Peace and Friendship Stadium werd geopend in 1985 en de bouwkosten bedroegen toentertijd 25 miljoen euro. Het gebouw werd ontworpen door het architectenbureau "Thymios Papagiannis and Associates". De arena is gebouwd tegenover het Karaiskakis Stadion, gelegen in het westelijke uiteinde van de Phaleron Bay . Het werd ingehuldigd op 16 februari 1985, tijdens het eerste Panhellenic Indoor Athletics Championship. Oorspronkelijk was het ontworpen en geëxploiteerd voor dubbel gebruik als ijshockeybaan en als basketbalstadion. Het eerste Griekse ijshockeykampioenschap werd in 1989 in het stadion gehouden. De exploitatie van de ijsbaan werd stopgezet voor het gebruik van andere sporten.

## Ander gebruik
De arena wordt af en toe gebruikt voor evenementen zoals congressen, muziekconcerten en indoor motorcrossraces. The Scorpions, Phil Collins, Dire Straits, Status Quo, UB40, Gloria Estefan, Deep Purple en Placebo behoren tot de artiesten die hebben opgetreden in het Peace and Friendship Stadium.